# Сімоне Пароді
Сімоне Пароді  (італ. Simone Parodi, 16 червня 1986) — італійський волейболіст, олімпійський медаліст.

## Виступи на Олімпіадах
| Олімпіада   | Дисципліна | Місце |
| ----------- | ---------- | ----- |
| Лондон 2012 | волейбол   | 3     |

## Зовнішні посилання
- Досьє на sport.references.com [Архівовано 12 грудня 2012 у Wayback Machine.]
- Сімоне Пароді [Архівовано 21 грудня 2021 у Wayback Machine.] // Профіль гравця на сайті LegaVolley. (італ.)
- Сімоне Пароді. (англ.) (пол.)